# Багатовікові дерева дуба звичайного
Багатовікові дерева дуба звичайного — ботанічна пам'ятка природи місцевого значення в Україні. Розташована у місті Сміла Черкаського району Черкаської області.

## Опис
Розташовано на розі вулиць Перемоги та Соборна. Площа 0,01 га. Створено рішенням Черкаської обласної ради від 21.09.2018 року № 24-51/VII.
Пам'ятка створена за клопотанням Інституту еволюційної екології НАН України.
Під охороною чотири дерева дуба звичайного (Quercus robur L.).
- Дуб № 1: орієнтовний вік 193 роки, обхват стовбура 3,38 м, висота 16 м.
- Дуб № 2: орієнтовний вік 182 роки, обхват стовбура 3,21 м, висота 16,5 м.
- Дуб № 3: орієнтовний вік 213 років, обхват стовбура 3,70 м, висота 17 м.
- Дуб № 4: орієнтовний вік 190 роки, обхват стовбура 3,35 м, висота 15,5 м.[2]

Дерева становлять природоохоронну, історико-культурну цінність, мають туристичне значення.